# Onitis subcrenatus
Onitis subcrenatus là một loài bọ cánh cứng trong họ Bọ hung (Scarabaeidae).